# Прапор Еритреї
Прапор Еритреї — один з офіційних символів держави Еритрея. Прийнятий 5 грудня 1995 року.

## Кольорова схема
На прапорі Еритреї домінує червоний рівнобедрений трикутник, спрямований до флангової сторони. Верхній трикутник зеленого кольору, а нижній трикутник синього кольору. У центрі червоного трикутника розташовано емблема з жовтою вертикальною оливковою гілкою, оточеною оливковим вінком.  Зелений символізує сільське господарство та худобу країни, синій — щедрість моря, а червоний — кровопролиття в боротьбі за незалежність, а 30 листочків у вінку відповідають тридцяти рокам, проведеним у боротьбі.  Прапор має пропорції 1:2.
| Кольорова схема | Синій      | Червоний  | Жовтий     | Зелений    |
| --------------- | ---------- | --------- | ---------- | ---------- |
| Pantone         | 279 C      | 185 C     | 123 C      | 2422 C     |
| CMYK            | 63-32-0-14 | 0-91-72-8 | 0-20-84-2  | 63-0-53-33 |
| HEX             | #3C8BDC    | #EB0433   | #FBC724    | #0BAC24    |
| RGB             | 60-139-220 | 235-4-51  | 251-199-36 | 11-172-36  |

## Конструкція прапора
|                     |
| Конструкція прапора |

## Історичні прапори

Прапор з 1952 по 1962 (2:3)
Прапор з 1993 по 1995 (2:3)
Штандарт президента держави (1:2)
Прапор НФВЕ
Прапор з 1995 року (1:2)